# César 2019

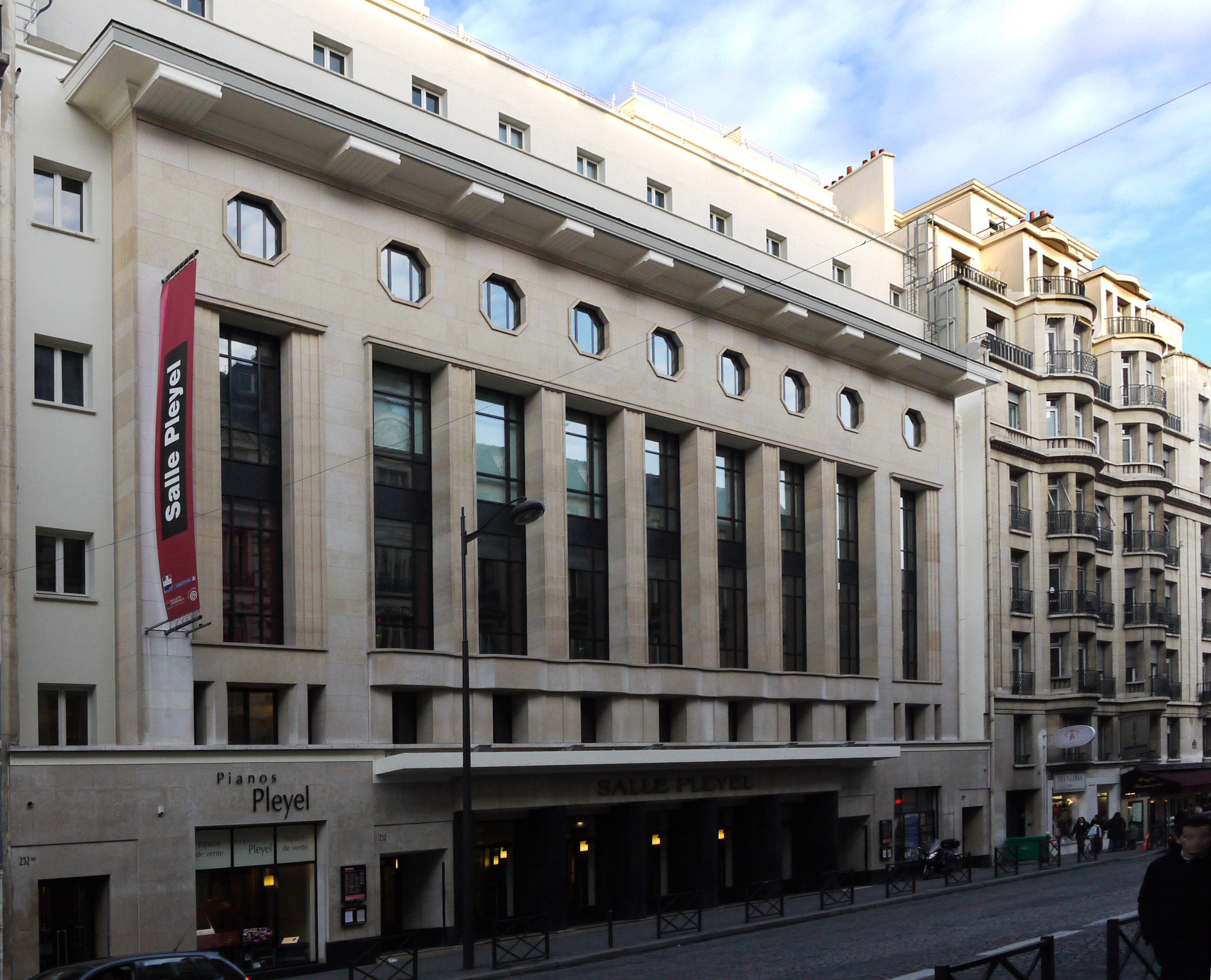
Salle Pleyel in Paris, Veranstaltungsort der César-Verleihung

Die 44. César-Verleihung fand am 22. Februar 2019 in der Salle Pleyel in Paris statt; die Nominierungen wurden am 23. Januar 2019 bekanntgegeben. Die von der französischen Académie des Arts et Techniques du Cinéma vergebenen Filmpreise wurden in 22 Kategorien verliehen. Hinzu kamen drei Sonderkategorien, darunter 2019 erstmals ein César in der Kategorie „César des lycéens“: Schüler allgemeiner und technischer Oberschulen sowie berufsbildender Oberschulen in ganz Frankreich konnten dabei einen Preis an einen der sieben nominierten Filme der Kategorie Bester Film vergeben. Dieser César ist eine Kooperation der Académie des Arts et Techniques du Cinéma mit dem Ministère de l’Education nationale et de la Jeunesse.
Die dem im Oktober 2018 verstorbenen Charles Aznavour gewidmete Preisverleihung wurde live vom französischen Fernsehsender Canal+ übertragen. Als Gastgeber („maître de cérémonie“) führte Komiker und Schauspieler Kad Merad durch den Abend, den jährlich wechselnden Vorsitz der Gala übernahm Kristin Scott Thomas.
Mit jeweils zehn Nominierungen gingen Nach dem Urteil (Regie: Xavier Legrand) und Ein Becken voller Männer (Regie: Gilles Lellouche) als Favoriten in den Gala-Abend. Bereits vor der Übertragung stand fest, dass Robert Redford den Ehrenpreis („César d’honneur“) erhält.

## Preisträger und Nominierte

### Bester Film („Meilleur film“)
präsentiert von Kristin Scott Thomas
Nach dem Urteil (Jusqu’à la garde) – Regie: Xavier Legrand
La douleur – Regie: Emmanuel Finkiel
Lieber Antoine als gar keinen Ärger (En liberté!) – Regie: Pierre Salvadori
The Sisters Brothers – Regie: Jacques Audiard
Ein Becken voller Männer (Le grand bain) – Regie: Gilles Lellouche
Guy – Regie: Alex Lutz
In sicheren Händen (Pupille) – Regie: Jeanne Herry

### Beste Regie („Meilleur réalisateur“)
präsentiert von Guillaume Canet
Jacques Audiard – The Sisters Brothers
Emmanuel Finkiel – La douleur
Pierre Salvadori – Lieber Antoine als gar keinen Ärger (En liberté!)
Gilles Lellouche – Ein Becken voller Männer (Le grand bain)
Alex Lutz – Guy
Xavier Legrand – Nach dem Urteil (Jusqu’à la garde)
Jeanne Herry – In sicheren Händen (Pupille)

### Beste Hauptdarstellerin („Meilleure actrice“)
präsentiert von Guillaume Gallienne
Léa Drucker – Nach dem Urteil (Jusqu’à la garde)
Élodie Bouchez – In sicheren Händen (Pupille)
Cécile de France – Der Preis der Versuchung (Mademoiselle de Joncquières)
Virginie Efira – An Impossible Love (Un amour impossible)
Adèle Haenel – Lieber Antoine als gar keinen Ärger (En liberté!)
Sandrine Kiberlain – In sicheren Händen (Pupille)
Mélanie Thierry – La douleur

### Bester Hauptdarsteller („Meilleur acteur“)
präsentiert von Diane Kruger
Alex Lutz – Guy
Édouard Baer – Der Preis der Versuchung (Mademoiselle de Joncquières)
Romain Duris – Nos batailles
Vincent Lacoste – Mein Leben mit Amanda (Amanda)
Gilles Lellouche – In sicheren Händen (Pupille)
Pio Marmaï – Lieber Antoine als gar keinen Ärger (En liberté!)
Denis Ménochet – Nach dem Urteil (Jusqu’à la garde)

### Beste Nebendarstellerin („Meilleure actrice dans un second rôle“)
präsentiert von Gérard Darmon
Karin Viard – Les chatouilles
Isabelle Adjani – Die Welt gehört dir (Le monde est à toi)
Leïla Bekhti – Ein Becken voller Männer (Le grand bain)
Virginie Efira – Ein Becken voller Männer (Le grand bain)
Audrey Tautou – Lieber Antoine als gar keinen Ärger (En liberté!)

### Bester Nebendarsteller („Meilleur acteur dans un second rôle“)
präsentiert von Virginie Ledoyen
Philippe Katerine – Ein Becken voller Männer (Le grand bain)
Jean-Hugues Anglade – Ein Becken voller Männer (Le grand bain)
Damien Bonnard – Lieber Antoine als gar keinen Ärger (En liberté!)
Clovis Cornillac – Les chatouilles
Denis Podalydès – Sorry Angel (Plaire, aimer et courir vite)

### Beste Nachwuchsdarstellerin („Meilleur espoir féminin“)
präsentiert von Audrey Fleurot
Kenza Fortas – Sheherazade – Eine Liebe in Marseille (Shéhérazade)
Ophélie Bau – Mektoub, My Love: Canto Uno
Galatéa Bellugi – Die Erscheinung (L’apparition)
Jehnny Beth – An Impossible Love (Un amour impossible)
Lily-Rose Depp – Ein Mann zum Verlieben (L’homme fidèle)

### Bester Nachwuchsdarsteller („Meilleur espoir masculin“)
präsentiert von Camélia Jordana und Niels Schneider
Dylan Robert – Sheherazade – Eine Liebe in Marseille (Shéhérazade)
Anthony Bajon – Auferstehen (La prière)
Thomas Gioria – Nach dem Urteil (Jusqu’à la garde)
William Lebghil – Das erste Jahr (Première année)
Karim Leklou – Die Welt gehört dir (Le monde est à toi)

### Bester Erstlingsfilm („Meilleur premier film“)
präsentiert von Laurent Lafitte
Sheherazade – Eine Liebe in Marseille (Shéhérazade) – Regie: Jean-Bernard Marlin
L’amour flou – Regie: Romane Bohringer, Philippe Rebbot
Les chatouilles – Regie: Andréa Bescond, Éric Métayer
Nach dem Urteil (Jusqu’à la garde) – Regie: Xavier Legrand
Sauvage – Regie: Camille Vidal-Naquet

### Bestes Originaldrehbuch („Meilleur scénario original“)
präsentiert von Monica Bellucci
Xavier Legrand – Nach dem Urteil (Jusqu’à la garde)
Pierre Salvadori, Benoît Graffin und Benjamin Charbit – Lieber Antoine als gar keinen Ärger (En liberté!)
Gilles Lellouche, Ahmed Hamidi und Julien Lambroschini – Ein Becken voller Männer (Le grand bain)
Alex Lutz, Anaïs Deban und Thibault Segouin – Guy
Jeanne Herry – In sicheren Händen (Pupille)

### Bestes adaptiertes Drehbuch („Meilleure adaptation“)
präsentiert von Niels Arestrup
Andréa Bescond und Éric Métayer – Les chatouilles
Emmanuel Finkiel – La douleur
Jacques Audiard und Thomas Bidegain – The Sisters Brothers
Emmanuel Mouret – Der Preis der Versuchung (Mademoiselle de Joncquières)
Catherine Corsini und Laurette Polmanss – An Impossible Love (Un amour impossible)

### Beste Filmmusik („Meilleure musique originale“)
präsentiert von Stéfi Celma und Cécile Cassel
Vincent Blanchard und Romain Greffe – Guy
Anton Sanko – Mein Leben mit Amanda (Amanda)
Camille Bazbaz – Lieber Antoine als gar keinen Ärger (En liberté!)
Alexandre Desplat – The Sisters Brothers
Pascal Sangla – In sicheren Händen (Pupille)
Grégoire Hetzel – An Impossible Love (Un amour impossible)

### Bestes Szenenbild („Meilleurs décors“)
präsentiert von Élie Semoun
Michel Barthélémy – The Sisters Brothers
Pascal Le Guellec – La douleur
Emile Ghigo – L’Empereur de Paris
David Faivre – Der Preis der Versuchung (Mademoiselle de Joncquières)
Thierry François – Ein Volk und sein König (Un peuple et son roi)

### Beste Kostüme („Meilleurs costumes“)
präsentiert von Élie Semoun
Pierre-Jean Larroque – Der Preis der Versuchung (Mademoiselle de Joncquières)
Anaïs Romand und Sergio Ballo – La douleur
Pierre-Yves Gayraud – L’Empereur de Paris
Milena Canonero – The Sisters Brothers
Anaïs Romand – Ein Volk und sein König (Un peuple et son roi)

### Beste Kamera („Meilleure photographie“)
präsentiert von Laurence Arné
Benoît Debie – The Sisters Brothers
Alexis Kavyrchine – La douleur
Laurent Tangy – Ein Becken voller Männer (Le grand bain)
Nathalie Durand – Nach dem Urteil (Jusqu’à la garde)
Laurent Desmet – Der Preis der Versuchung (Mademoiselle de Joncquières)

### Bester Schnitt („Meilleur montage“)
präsentiert von Jérôme Commandeur
Yorgos Lamprinos – Nach dem Urteil (Jusqu’à la garde)
Valérie Deseine – Les chatouilles
Isabelle Devinck – Lieber Antoine als gar keinen Ärger (En liberté!)
Juliette Welfling – The Sisters Brothers
Simon Jacquet – Ein Becken voller Männer (Le grand bain)

### Bester Ton („Meilleur son“)
präsentiert von Jérôme Commandeur
Brigitte Taillandier, Valérie de Loof und Cyril Holtz – The Sisters Brothers
Antoine-Basile Mercier, David Vranken und Aline Gavroy – La douleur
Cédric Deloche, Gwennolé Le Borgne und Marc Doisne – Ein Becken voller Männer (Le grand bain)
Yves-Marie Omnès, Antoine Baudouin und Stéphane Thiébaut – Guy
Julien Sicart, Julien Roig und Vincent Verdoux – Nach dem Urteil (Jusqu’à la garde)

### Bester Dokumentarfilm („Meilleur documentaire“)
präsentiert von Sara Giraudeau und Raphaël Personnaz
So Help Me God (Ni juge, ni soumise) – Regie: Jean Libon und Yves Hinant
America – Regie: Claus Drexel
De chaque instant – Regie: Nicolas Philibert
Le Grand Bal – Das große Tanzfest (Le grand bal) – Regie: Laetitia Carton
Der Staat gegen Mandela und andere (Le procès contre Mandela et les autres) – Regie: Nicolas Champeaux und Gilles Porte

### Bester Animationsfilm („Meilleur long-métrage d’animation“)
präsentiert von Lucien Jean-Baptiste und Alice Belaïdi
Dilili in Paris – Regie: Michel Ocelot
Asterix und das Geheimnis des Zaubertranks (Astérix: Le secret de la potion magique) – Regie: Alexandre Astier und Louis Clichy
Pachamama – Regie: Juan Antin

### Bester animierter Kurzfilm („Meilleur court-métrage d’animation“)
präsentiert von Lucien Jean-Baptiste und Alice Belaïdi
Böses Mädchen (Kötü Kız) – Regie: Ayçe Kartal
Schattenseiten (Entre sombras) – Regie: Mónica Santos und Alice Guimarães
La mort, père et fils – Regie: Denis Walgenwitz und Winshluss
Raymonde ou l’évasion verticale – Regie: Sarah Van Den Boom

### Bester Kurzfilm („Meilleur film de court-métrage“)
präsentiert von Franck Gastambide und Anouar Toubali
Kleine Angestellte (Les petites mains) – Regie: Rémi Allier
Braguino – Regie: Clément Cogitore
Les Indes galantes – Regie: Clément Cogitore
Kapitalistis – Regie: Pablo Muñoz Gomez
Laissez-moi danser – Regie: Valérie Leroy

### Bester ausländischer Film („Meilleur film étranger“)
präsentiert von Rossy de Palma und Patrick Timsit
Shoplifters – Familienbande (Manbiki kazoku), Japan – Regie: Hirokazu Koreeda
Three Billboards Outside Ebbing, Missouri, Vereinigte Staaten, Vereinigtes Königreich – Regie: Martin McDonagh
Capernaum – Stadt der Hoffnung (Capharnaüm), Libanon – Regie: Nadine Labaki
Cold War – Der Breitengrad der Liebe (Zimna wojna), Polen – Regie: Paweł Pawlikowski
Girl, Niederlande, Belgien – Regie: Lukas Dhont
Hannah, Italien – Regie: Andrea Pallaoro
Nos batailles, Belgien, Frankreich – Regie: Guillaume Senez

### Spezialpreise

#### Ehrenpreis („César d’honneur“)
präsentiert von Kristin Scott Thomas

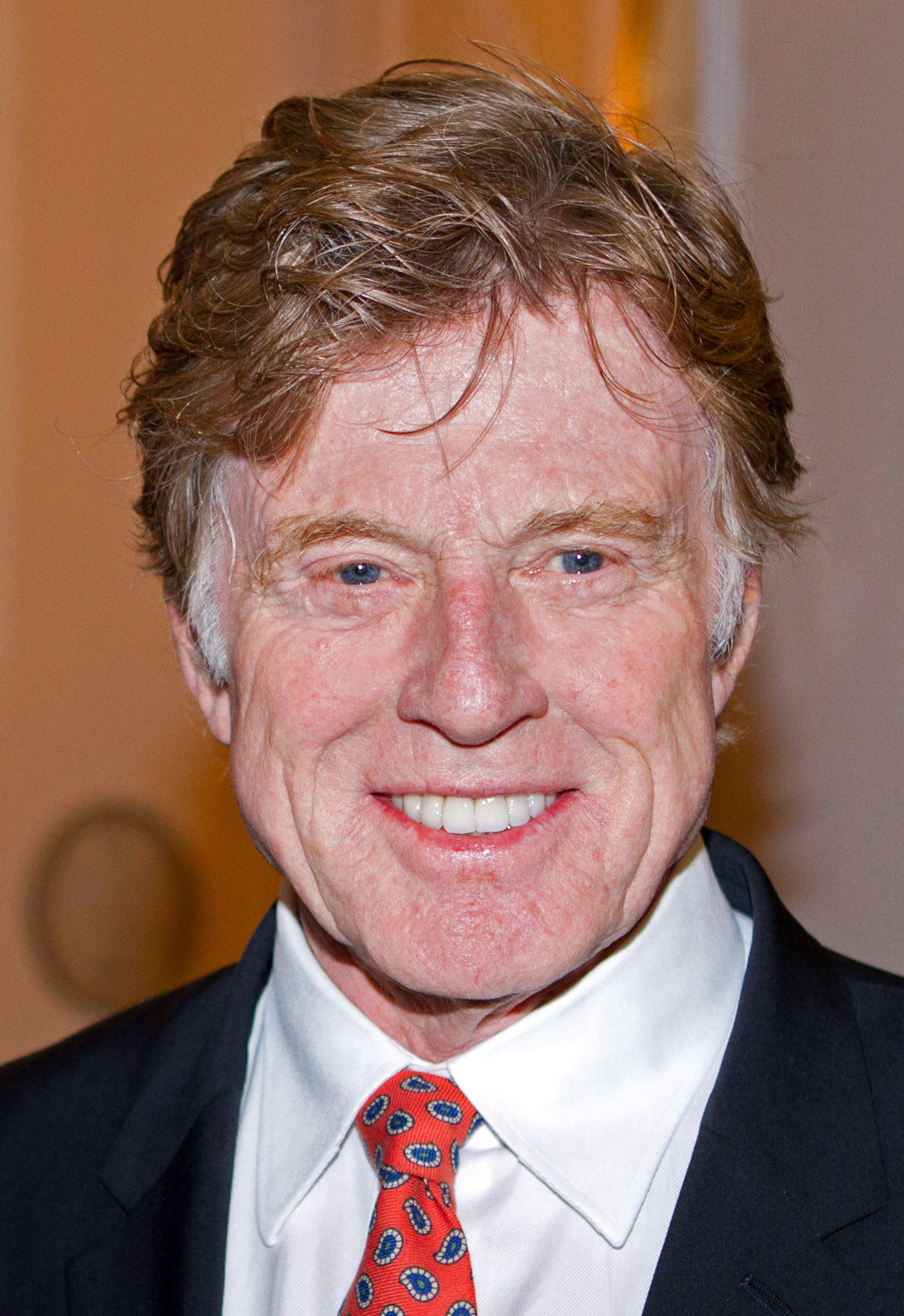
Ehrenpreisträger Robert Redford

Robert Redford

#### Publikumspreis
präsentiert von Mohamed Merad (Vater von Kad Merad)
Les Tuche 3 – Regie: Olivier Baroux

#### César des lycéens
Nach dem Urteil (Jusqu’à la garde) – Regie: Xavier Legrand